# Athlétic Club Arlésien
O Athlétic Club Arles-Avignon é um clube de futebol francês, sediado em Avignon. Fundado em 1913 em Arles, mudou-se para a sua cidade atual para a disputa da Ligue 2 de 2009-10. Jogou a Ligue 1 de 2010-11, e sob problemas financeiros, jogará a DHR (equivalente à sétima divisão francesa).

## História
Fundado em 18 de fevereiro de 1913 com o nome de Athlétic Club Arlésien, originou-se da fusão de três outros clubes locais: La Pédale Joyeuse, Arles Auto-Vélo eArles Sports. Nas suas cinco primeiras décadas foram amadoras, tendo o clube apenas disputado o antigo CFA (terceira divisão nacional até então) em alguns anos. Em 1970, conseguiu o inédito acesso à Segunda Divisão, permanecendo por quatro anos, sendo rebaixado e passando mais trinta anos nas divisões inferiores do país.
Na temporada 2006-07, porém, começou sua ascensão nacional, conseguindo três acessos em quatro anos e garantindo a histórica vaga à Ligue 1 de 2010-11. Para a disputa, investiu na experiência de Angelos Charisteas e Angelos Basinas, campeões da Eurocopa de 2004 com a Grécia, além de contratar o espanhol Álvaro Mejía (ex-Real Madrid) e Kamel Fathi Ghilas, com passagens pelo futebol português. Porém, a campanha do clube foi a pior das 5 principais ligas europeias: em 38 partidas, foram apenas 20 pontos obtidos (3 vitórias, 11 empates e 24 derrotas), 21 gols (pior ataque) a favor e 70 sofridos (pior defesa). Sofreu também a maior goleada (5 a 0 para o Lyon), e foi também o time que levou mais cartões vermelhos - 8, empatado com o mesmo Lyon.
Na Ligue 2 de 2014-15, o Arles-Avignon foi rebaixado para a terceira divisão. A justiça determinou a queda judiciária no 10 de julho, a CFA (quarta divisão), mas no dia 16 de outubro de 2015, no meio da temporada, a FFF determinou um outro rebaixamento judiciário, dessa vez para a DHR (sétima divisão). Ambas as quedas foram causadas, por problemas financeiros e de gestão. Desde então, joga na primeira divisão da Liga de Futebol do Mediterrâneo, que corresponde ao sexto nível do futebol francês.